# کریسمس در کنتیکت
«کریسمس در کنتیکت» (انگلیسی: Christmas in Connecticut) فیلمی در ژانر کمدی رمانتیک و عاشقانه به کارگردانی پیتر گادفری است که در سال ۱۹۴۵ منتشر شد.

## بازیگران
- باربارا استانویک
- دنیس مورگن
- سیدنی گرین‌استریت
- گلن فورد
- جورج مکریدی
- فرد کلسی
- جویس کامپتون
- رجینالد گاردینر
- اونا اوکانر
- سکه ساکال